# دائرة جليدة
دائرة جليدة إحدى دوائر ولاية عين الدفلى الجزائرية . عاصمتها هي جليدة وتضم بلديات : 
- جليدة
- بوراشد
- جمعة ولاد الشيخ